# محمد لخصاصي
محمد لخصاصي (1944 - 22 أغسطس 2024)، هو سياسي ودبلوماسي وسفير وقيادي في الاتحاد الاشتراكي للقوات الشعبية مغربي. شغل منصب سفير المغرب لدى سوريا.

## حياته
ولد لخصاصي عام 1944 بمراكش، بدأ مسيرته السياسية بشغل منصب الكاتب العام للاتحاد الوطني لطلبة المغرب، مما كلفه حكما غيابيا بالإعدام شمله مع مجموعة من المناضلين اليساريين، قبل أن يصدر عفو ملكي عن المجموعة بمناسبة 20 غشت 1980.
وشغل لخصاصي مناصب عدة كقيادي في حزب الاتحاد الاشتراكي للقوات الشعبية، أهمها شغله لمنصب رئيس مؤتمر الحزب كما سبق له أن شغل منصب نائب برلماني سابق عن مدينة مراكش في عدة مناسبات.
وشغل محمد لخصاصي منصب أستاذ جامعي لمادة التاريخ بجامعة محمد الخامس بالرباط، ويتخصص في العلاقات المغربية الجزائرية قبل الاستعمار الفرنسي.
عرف الخصاصي بنشاطه السياسي ضمن جناح الفقيه البصري، شغل منصب مسؤول عن إذاعة مغرب الشعوب بليبيا نهاية الستينات. وقد كان ضمن العناصر التي تمت محاكمتها ضمن مجموعة عمر دهكون بعد أحداث مارس 73 بمولاي بوعزة.
في عام 2008 عين سفيرا للمغرب لدى سوريا 2006

## وفاته
توفي يوم الخميس 22 أغسطس 2024 بمدينة الرباط، بسبب مرض ألم به، وأقعده الفراش.